# Browarzysko (Śladków Duży)
Browarzysko – część wsi Śladków Duży w Polsce położona w województwie świętokrzyskim, w powiecie kieleckim, w gminie Chmielnik.
W latach 1975–1998 Browarzysko administracyjnie należało do województwa kieleckiego.